# Đinh Hồng Sơn
Đinh Hồng Sơn (sinh tại Hải Phòng) được biết đến là một nữ diễn viên kiêm huấn luyện viên đào tạo người mẫu và thí sinh tham gia các cuộc thi sắc đẹp (hoa hậu) hàng đầu tại Việt Nam. Nhiều học viên (cả nữ và nam) từng trải qua quá trình tập luyện dưới sự hướng dẫn trực tiếp của bà đều đã giành được những thành công lớn trong các cuộc thi sắc đẹp và người mẫu tại Việt Nam như Á hậu Nguyễn Ngọc Oanh, Hoa hậu Nguyễn Thị Huyền, gương mặt nổi tiếng của làng giải trí Việt Nam hiện nay là Bình Minh và gần đây là Vũ Mạnh Hiệp, người chiến thắng trong cuộc thi Siêu mẫu Việt Nam 2011. Giới báo chí Việt Nam thậm chí đặt cho bà biệt danh là "phù thủy nhào nặn người đẹp tại Việt Nam".

## Quá trình công tác
Huấn luyện viên Đinh Hồng Sơn vốn là một giảng viên thể dục thẩm mỹ chuyên nghiệp, tốt nghiệp Đại học Thể dục Thể thao ở Từ Sơn, Bắc Ninh. Năm 1993, bà chuyển về Cung Văn hoá Việt-Tiệp tại Hải Phòng công tác cho đến nay. Chính tại Cung Văn hóa Việt-Tiệp, nhiều thế hệ học viên cả nam và nữ đã từng tập luyện dưới sự hướng dẫn của bà và hiện nay không ít người người trong số họ đã trở thành những gương mặt nổi tiếng, nhận được nhiều sự quan tâm của giới truyền thông Việt Nam như Á hậu Nguyễn Ngọc Oanh, Hoa hậu Nguyễn Thị Huyền hay người mẫu, MC, diễn viên Bình Minh (từng là sinh viên của Đại học Hàng hải Việt Nam tại Hải Phòng). 
Thành công trong công tác huấn luyện của bà được khởi đầu từ năm 1993 khi bà giúp Nguyễn Kim Oanh giành danh hiệu Hoa khôi Thể thao Việt Nam năm đó và gần đây nhất là danh hiệu Siêu mẫu Việt Nam 2011 mà thí sinh Vũ Mạnh Hiệp có được dưới sự hướng dẫn trực tiếp của bà đã góp phần lớn trong những thành công mà Hải Phòng có được qua những cuộc thi sắc đẹp hàng đầu tại Việt Nam.

## Phim tham gia
- Thầy lang (1999)
- Thể dục nhịp điệu (2000)

## Những học viên thành danh

### Học viên người Hải Phòng
- Nguyễn Thị Kim Oanh (danh hiệu Hoa khôi Thể thao Việt Nam 1993)
- Vũ Minh Thuý (danh hiệu Á hậu cuộc thi Hoa hậu Việt Nam 1996)
- Hoàng Nhật Mai (danh hiệu Hoa hậu biển Việt Nam lần I/1999)
- Nguyễn Ngọc Oanh (danh hiệu Á hậu cuộc thi Hoa hậu Việt Nam 2000)
- Hoàng Ngọc Trang (Người đẹp Việt Trung 2001)
- Phạm Thị Mai Phương (danh hiệu Hoa hậu cuộc thi Hoa hậu Việt Nam 2002)
- Nguyễn Thị Huyền (danh hiệu Hoa hậu cuộc thi Hoa hậu Việt Nam 2004)
- Vũ Mạnh Hiệp (Giải vàng Siêu mẫu Việt Nam 2011)
- Lê Kiên Định (Giải bạc Siêu mẫu Việt Nam 2011)
- Phạm Thị Khánh Linh (Á khôi nữ sinh toàn quốc 2014)
- Lại Thanh Hương (Siêu mẫu ăn ảnh Elite Model Look 2014)

### Học viên tỉnh thành khác
- Bình Minh (người mẫu, diễn viên, MC)